# Kim Martin Hasson
Kim Kristine Martin Hasson, geb. Martin, (* 28. Februar 1986 in Stockholm) ist eine ehemalige schwedische Eishockeytorhüterin, die unter anderem für den Linköpings HC, AIK Solna und Hammarby IF in der Riksserien aktiv war. Mit der schwedischen Nationalmannschaft gewann sie mehrere Medaillen und wurde bei den Olympischen Spielen 2006 zur besten Torhüterin des Frauenturniers gewählt. Seit ihrem Karriereende 2015 ist Hasson im Management des Linköpings HC beschäftigt. Seit 2025 ist sie Mitglied der IIHF Hall of Fame.

## Karriere

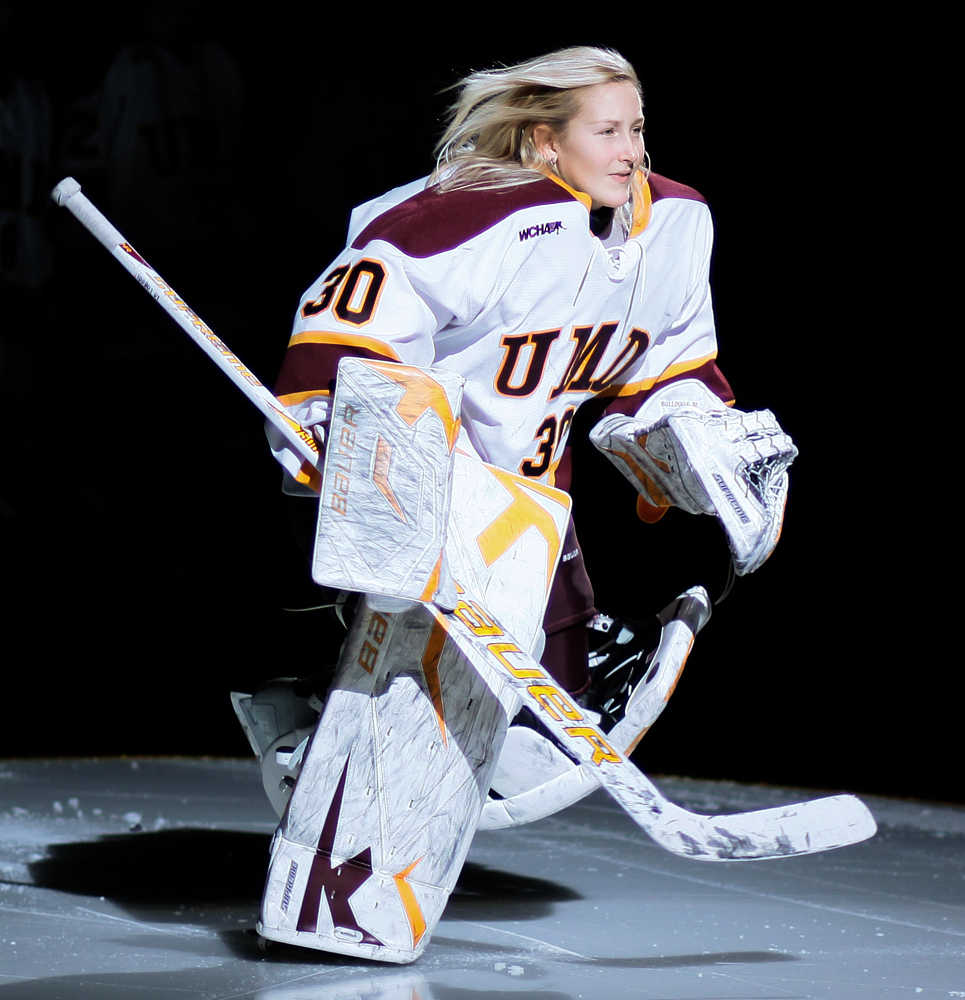
Martin im Trikot der University of Minnesota Duluth

Kim Martin begann ihre Karriere beim Hammarby IF, für dessen männliche Junioren sie in der J18-Allsvenskan und J20-Superelit im Tor stand.
Ab 2002 kam sie parallel beim AIK Solna zum Einsatz und gewann mit diesem die Schwedische Meisterschaft 2004 sowie den IIHF European Women Champions Cup 2005 und 2006.
Die Rechte für einen Einsatz in einer Herren-Liga sicherten sich die Malmö Redhawks, für deren männliche Juniorenmannschaft sie in der Saison 2005/06 spielte. Zum Ende der Saison 2005/06 sollte sie auch in der HockeyAllsvenskan für die Redhawks spielen. Der Einsatz scheiterte aber am Veto der University of Minnesota Duluth, die ihr ein Stipendium angeboten hatte, da im College-Eishockey nur Spieler ohne Profieinsätze zugelassen sind.
Zwischen 2006 und 2009 studierte sie an der University of Minnesota Duluth und spielte für die UMD Bulldogs, das Eishockeyteam der Universität. Mit diesem Team gewann sie 2008 die Meisterschaft ihrer Conference sowie die College-Meisterschaft der NCAA.
2013 heiratete sie ihren langjährigen Partner Jay Hasson und nahm dessen Nachnamen in ihren auf. Zudem kündigte sie im Vorfeld der Olympischen Winterspiele 2014 an, ihre Karriere aufgrund vieler Verletzungen nach dem Turnier zu beenden. Letztlich absolvierte sie jedoch ein weiteres Jahr für den Linköpings HC und gehörte auch noch einmal dem schwedischen WM-Kader an. Mit dem LHC wurde sie 2014 und 2015 jeweils schwedischer Meister.
Seit ihrem Karriereende 2015 ist Kim Martin General Manager des Frauenteams des LHC.

### International
2001 nahm Martin erstmals mit der schwedischen Eishockeynationalmannschaft an der Weltmeisterschaft teil. Als 15-Jährige gewann sie bei den Olympischen Winterspielen 2006 die Bronzemedaille mit dem Nationalteam, wobei über ihren Einsatz im Spiel um den dritten Platz durch einen Münzwurf entschieden wurde.
Der größte Erfolg für Martin war dabei der Gewinn der Silbermedaille bei den Olympischen Spielen 2006 sowie die Ehrung als beste Torhüterin des Turniers 2006.
Insgesamt absolvierte sie 240 Länderspiele für Schweden. Im Jahre 2025 wurde sie in die IIHF Hall of Fame aufgenommen.

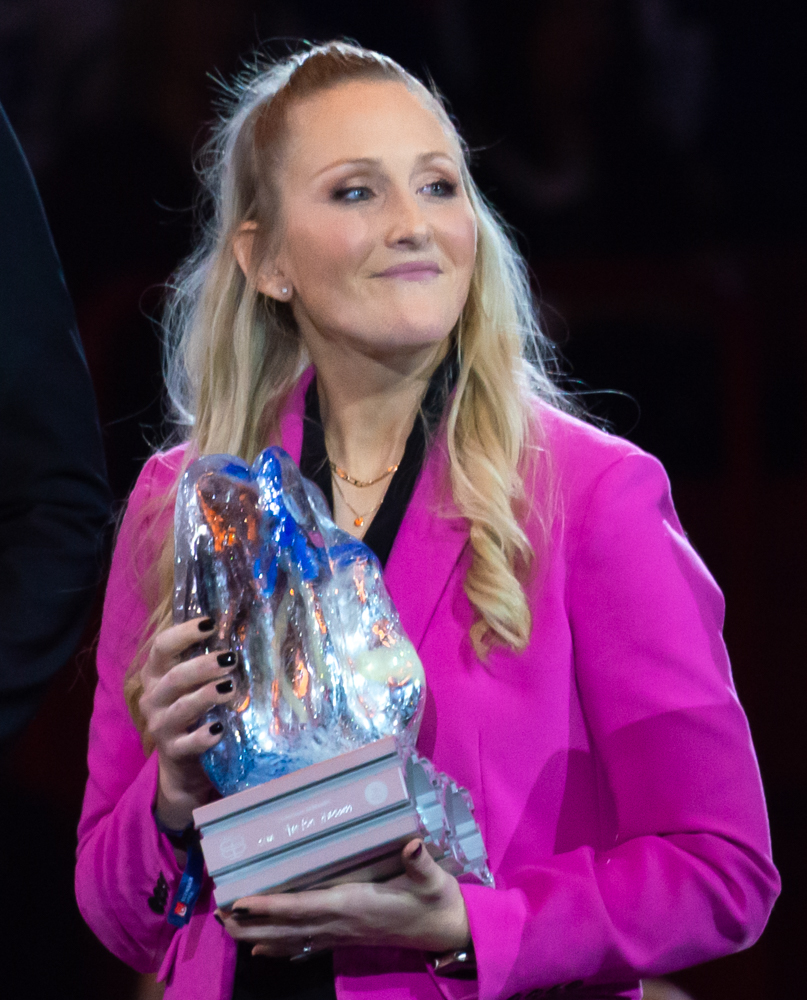
Kim Martin Hasson (2022)

## Erfolge und Auszeichnungen
- 2004 Schwedischer Meister mit dem AIK Solna[4]
- 2004 Årets hockeytjej
- 2005 IIHF-European-Women-Champions-Cup-Gewinn mit dem AIK Solna
- 2006 IIHF-European-Women-Champions-Cup-Gewinn mit dem AIK Solna
- 2006 Beste Torhüterin des IIHF-European-Women-Champions-Cup-Finalturniers
- 2008 WCHA-Meisterschaft mit der University of Minnesota Duluth
- 2008 NCAA-Division-I-Championship mit der University of Minnesota Duluth
- 2012 IIHF-European-Women-Champions-Cup-Gewinn mit Tornado Moskowskaja Oblast
- 2012 Russischer Meister mit Tornado Moskowskaja Oblast
- 2014 Schwedischer Meister mit dem Linköpings HC
- 2014 Beste Fangquote und bester Gegentorschnitt der Riksserien
- 2015 Schwedischer Meister mit dem Linköpings HC
- 2025 Aufnahme in die IIHF Hall of Fame

### International
- 2002 Bronzemedaille bei den Olympischen Winterspielen
- 2005 Bronzemedaille bei der Weltmeisterschaft
- 2006 Silbermedaille bei den Olympischen Winterspielen
- 2006 Beste Torhüterin und All-Star-Team des olympischen Eishockeyturniers
- 2007 Bronzemedaille bei der Weltmeisterschaft

## Karrierestatistik
Quellen: Schwedischer Eishockeyverband, WCHA
(Legende zur Torhüterstatistik: GP oder Sp = Spiele insgesamt; W oder S = Siege; L oder N = Niederlagen; T oder U oder OT = Unentschieden oder Overtime- bzw. Shootout-Niederlage; Min. = Minuten; SOG oder SaT = Schüsse aufs Tor; GA oder GT = Gegentore; SO = Shutouts; GAA oder GTS = Gegentorschnitt; Sv% oder SVS% = Fangquote; EN = Empty Net Goal; 1 Play-downs/Relegation; Kursiv: Statistik nicht vollständig)